# Rasis
Rasis é o nome latinizado de Abubecre Maomé Zacaria Razi (em persa: ابوبكر محمّد زکرياى رازى; lit.  "Abūbakr Mohammad-e Zakariyā-ye Rāzī "; 854 – 925 ou 932). Foi um persa polímata, alquimista, filósofo e uma importante figura na história da medicina,  muitas vezes tido como o maior médico do mundo islâmico.. Também escreveu sobre lógica, astronomia e gramática